# 紫脲酸铵
紫脲酸铵的化学式为NH4C8H4N5O6或C8H5N5O6·NH3，是紫红色的结晶粉末。它可由5-氨基巴比妥酸和2,4,5,6(1H,3H)-嘧啶四酮为原料反应得到。

## 簡介
紫脲酸铵最初由兩位德國化學家，尤斯圖斯·馮·李比希及弗里德里希·維勒，於1830年提煉蛇糞時所發現。由於原材料稀少難取得，當時並沒有進一步利用此物質，直至二十多年後的1850年代，法國染料商發現從海鳥糞中提煉此物的方法，紫脲酸铵才得以被英法德等國廣泛應用作商業染料。除染料外亦可作为配位滴定指示剂，可以检测锌、锰、铜、钴、镍、钍、镧系元素和钪等，也能作为分光光度法测定钙的试剂。